# 水切り

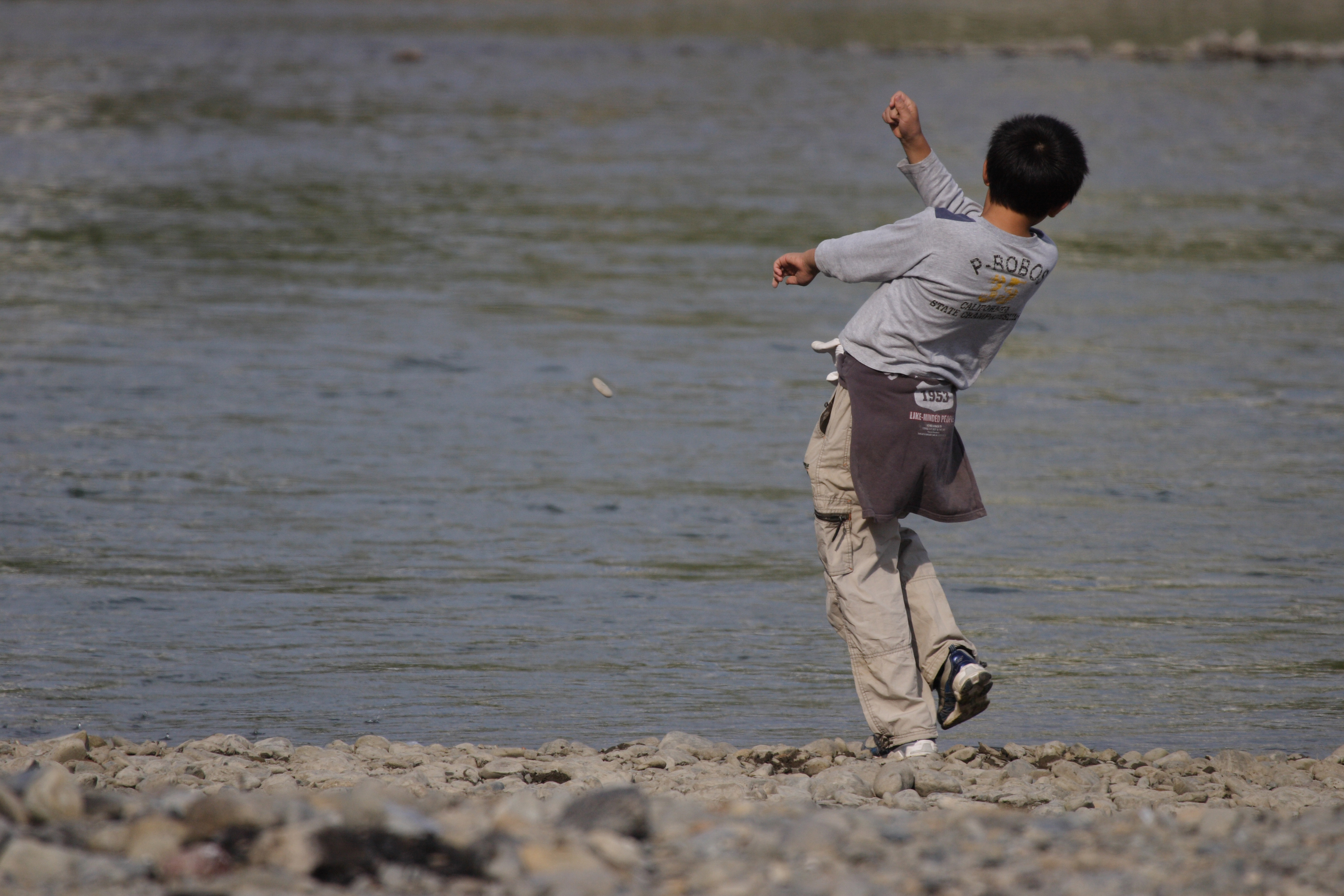
水切りをする少年

水切り（みずきり）は水面に向かって回転をかけた石を投げて水面で石を跳ねさせて、その回数を競ったりする遊びのこと。「水の石切り」「石切り」とも呼ばれる。世界中、ある程度の大きさを持つ水面と石のある場所であれば、どこでも見られる遊びである。英語ではStone skipping及びStone skimming。

## 概説

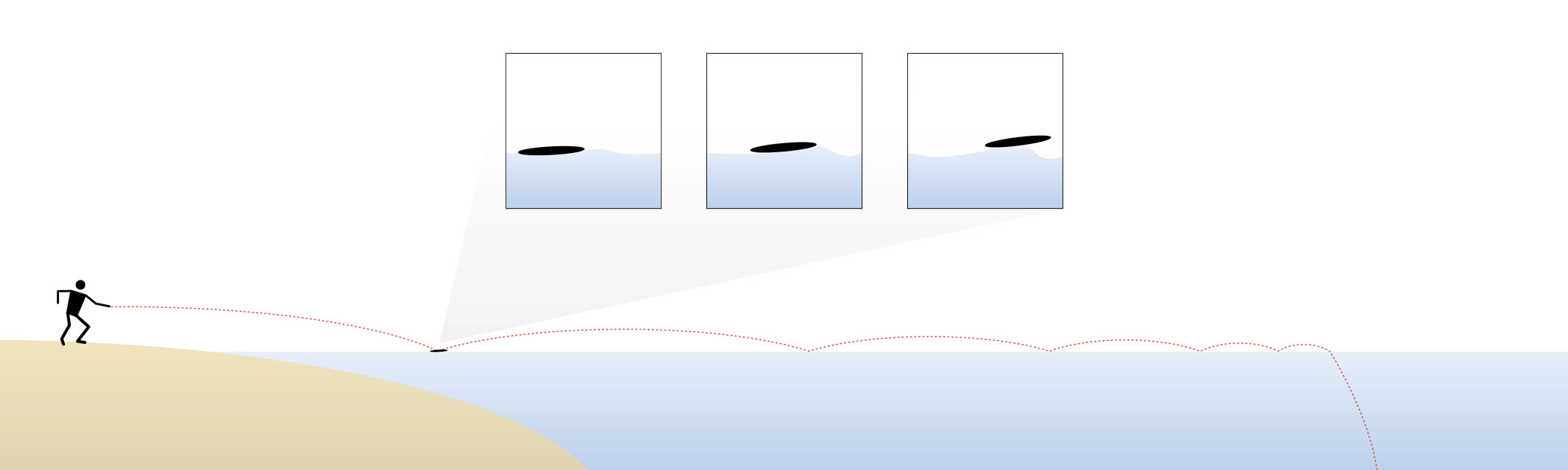
水切り

水切りは簡単に誰にでも出来る遊びとして各地で行われており、水切りのイベントが行われることもある。日本の埼玉県熊谷市などでは市民の同好会的組織も存在している。
水切りを行う際は、投げる前方に遊泳中の人がいないかなど、周りの人にけががないように注意するとともに、水鳥などの野生動物への配慮も忘れてはならない。

## 記録
世界
2013年9月6日にアメリカのカート・スタイナー（Kurt Steiner）が88段を記録し、ギネス世界記録として登録されている。それ以前の記録は、2007年7月19日にラッセル・バイヤース（Russell Byars）が記録した51段である。カート・スタイナーは、2007年にバイヤースに抜かれるまで、2002年9月14日に "Pennsylvania Qualifying Stone Skipping Tournament" で記録した40段の記録を保持していた。
日本
日本記録は岡坂有矢がテレビ番組「メッセンジャーの○○は大丈夫なのか?」にて出した83段である。
岡坂有矢は2016年8月、YouTubeチャンネル「moguraTV」にてギネス世界記録に挑戦し91段を記録したが、2016年9月の時点ではギネス世界記録には登録されていない。

## 競技
日本各地、また、世界各国で大会が開かれている。
共通ルールのようなものはなく、形式や勝敗の基準などは大会それぞれで別々になっている。
跳ねた回数を競う大会もあれば、跳ねた距離を競う大会もある。

### 日本
- 北海道中川町:天塩川de水切り～北海道大会～[9]
- 宮城県丸森町:全日本石投げ選手権大会[10]
- 愛知県岡崎市:石ー１グランプリ岡崎水切り石選手権大会[11]
- 高知県いの町:仁淀川国際水切り大会[12]

### アメリカ合衆国
- ミシガン州:International stone skipping tournament[13]
- ペンシルベニア州:Rock in river festival[14]

### イギリス
- スコットランド:World stone skimming championships[15]

### ドイツ
- ベルリン:Berlin Titscher Masters[16]

## 呼称

### 日本語
「水切り」、「石切り」という呼称以外にも様々な呼び名が存在する。
- 石投げ
- 跳ね石遊び
- 水面石飛ばし
- チャラ
- チャーリィ
- チチッコ
- ちょんぎり
- ちょっぴん
- ちょうま
- 飛び石
- かいかい
- しゃんしゃん
- ちょうれん（跳連 or 丁連）
- トントンミー(沖縄での呼称)

### 外国語
- 英語:ducks and drakes、stone skipping(北米)、stone skimming(イギリス)
- 中国語:打水漂
- ドイツ語: Steinehüpfen
- ラミラミ（ナイジェリア）※「水を舐める」を意味する[17]。

## 科学的考察
NHKテレビ「熱中時間 忙中"趣味"あり」で、超高速度カメラやコンピュータを使い、水切りを科学的に分析した結果が紹介された。それによると、よく跳ねるための水面との角度は、前面が10°浮き上がった状態が最もよいとされる。また、石自体が高速回転（番組中では1秒間に30回転）していることが大切で、回転が遅いと早く水没してしまう。石の形は、平型、かまぼこ型、レンズ型などがよいが、計算上はレンズ型が最も適している。
フランスの物理学者リデリック・ブーケ (Lydéric Bocquet)らや、永弘進一郎（現・仙台高専）らの研究によると、石が最も良く跳ねるには、石と水面との角度は20°が最適であるとされている。また、ブーケは、コールマンマギー (Coleman-McGhee) の元ギネス世界記録38段を達成するためには、秒速12メートルの速度と、毎秒14回転が必要であると算出している。

## 反跳爆弾
- この水切りの原理を兵器に応用したものが反跳爆弾で、第二次世界大戦中にイギリスがドイツのルール地方にあるダムを破壊するために開発した『ダムバスターズ』が有名である。⇒チャスタイズ作戦